# Slovenský patriot
Slovenský patriot je slovenská krajně pravicová politická strana. Stranu založil a jejím předsedou je europoslanec Miroslav Radačovský.

## Historie
V parlamentních volbách v roce 2023 členové strany kandidovali jako nezávislí na kandidátce SNS, která obdržela 5,62 % hlasů. Poslanci se stali Miroslav Radačovský a Adam Lučanský. Radačovský nastoupil jako nezařazený.

## Volební výsledky

### Národní rada Slovenské republiky
| Volby | Hlasy  | Hlasy  | Mandáty | Mandáty | Pozice | Postavení |
| Volby | Počet  | %      | Počet   | ±       | Pozice | Postavení |
| ----- | ------ | ------ | ------- | ------- | ------ | --------- |
| 2023  | za SNS | za SNS | 2/150   | ▲2      | ▲7.    | Vláda     |